# EC Hannover Indians
Le EC Hannover Indians est un club professionnel allemand de hockey sur glace basé à Hanovre. Il évolue en Oberliga, le troisième échelon allemand.

## Historique
Le club est créé en 1948.

## Anciens joueurs

### Palmarès
- Aucun titre.